# Пол Тътъл-старши
Пол Тътъл-старши (на английски: Paul Teutul, Sr.) е основател на американските компании „Ориндж Каунти Айрънуоркс“ (Orange County Ironworks) и „Ориндж Каунти Чопърс“ (Orange County Choppers).

## Биография
От 2002 г. заедно със синовете си Пол Тътъл-младши и Майкъл Тътъл са главни действащи лица в популярното реалити шоу „Американски чопър“ по телевизия Discovery Channel.
Пол-старши има още един син Даниъл Тътъл, който е женен за Тара и има две деца – Габриела и Дани. Дъщерята на Пол-старши се казва Кристин Тътъл. Тя завършва училище в Рочестър, Ню Йорк.